# Georgina Klug
Pour les articles homonymes, voir Klug.
Georgina Klug est une joueuse argentine de volley-ball et de beach-volley née le 11 juin 1984 à Santa Fe. Elle mesure 1,70 m et joue au poste de réceptionneuse-attaquante. Elle totalise 46 sélections en équipe d'Argentine. 

## Clubs
| Club                    | De        | À         |
| ----------------------- | --------- | --------- |
| Regatas Santa Fè        | 1997-1998 | 2003-2004 |
| Fisherton Rosario       | 2004-2005 | 2004-2005 |
| Club Ciudad Bs As       | 2005-2006 | 2005-2006 |
| Boca Juniors            | 2006-2007 | 2006-2007 |
| Banco Naciòn Ramallo    | 2007-2008 | 2008-2009 |
| Cecell Lleida           | 2008-2009 | 2008-2009 |
| Sirio Perugia           | 2009-2009 | 2009-2009 |
| Roma Palavollo          | 2009-2010 | 2009-2010 |
| VC Weert                | 2010-2011 | 2010-2011 |
| CD Universidad Católica | 2011-2012 | 2011-2012 |
| Mar Chiquita Voley      | 2012-2013 | …         |

## Palmarès
- ' Championnat d'Argentine 
  - Vainqueur : 2008
- Championnat des Pays-Bas
  - Vainqueur :2011
- Coupe des Pays-Bas
  - Vainqueur :2011

- Beach-volley aux Jeux panaméricains
  - Vainqueur : 2015